# Herman Ottó úti mezőgazdasági kutatótelep
A Herman Ottó úti mezőgazdasági kutatótelep Budapesten működik (1022, Herman Ottó út 15.). A szőlőtermesztés és a borászat nemzetközileg is elismert kutató helye.

## Története
Magyarország első mezőgazdasági kísérleti intézményei Magyaróvárott létesültek: 1869-ben a Gazdasági Eszköz- és Gépkísérleti Állomás, 1872-ben a Mezőgazdasági Vegykísérleti Állomás, majd 1878-ban a Vetőmagvizsgáló és Növényélettani Kísérleti Állomás. Sorrendben negyedik kutatóhelyként Herman Ottó javaslatára a Tisza Kálmán-kormány létrehozta 1880-ban Budapesten, a Debrői út (mai neve Herman Ottó út) 15. száma alatt az Országos Filoxéra Kísérleti Állomást. Az intézmény létrejötte a hazai szőlőtermesztés válságának köszönhető, amelyet a 19. század második felében az Amerikából behurcolt filoxéra (Daktulosphaira vitifoliae) és a peronoszpóra (Plasmopara viticola) pusztítása okozott. A kísérleti állomást 1890-ben Bethlen András miniszter átszervezte, és létrehozta a Magyar Királyi Állami Rovartani Állomást, majd később, ugyanezen a telken – a szőlőtermesztés és borászat újjáélesztése céljából – az 1896. évi felújítási törvény 5. törvénycikke hívta életre a Magyar Királyi Központi Szőlészeti Kísérleti Állomást és Ampelológiai Intézetet. Ilyen módon a Herman Ottó út 15-ben alakult ki az ország első mezőgazdasági kutatótelepe, amelynek tudománytörténeti jelentősége kimagasló.

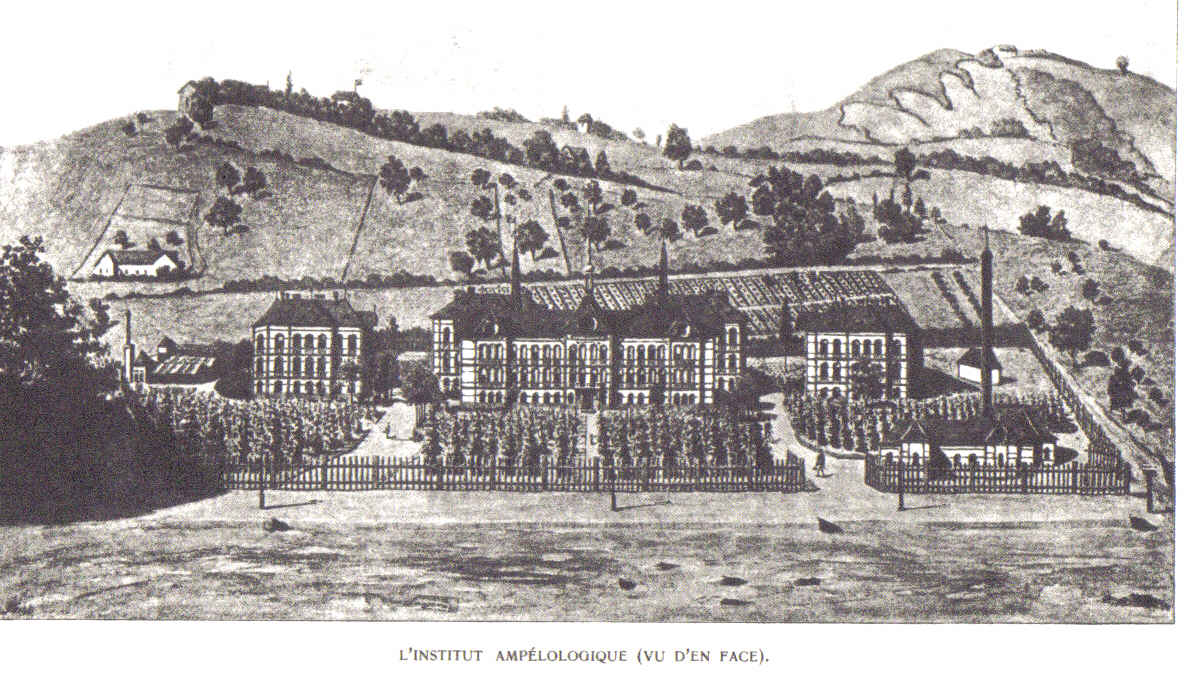
A Herman Ottó úti mezőgazdasági kutatótelep rajza (Istvánffi Gyula, 1907)

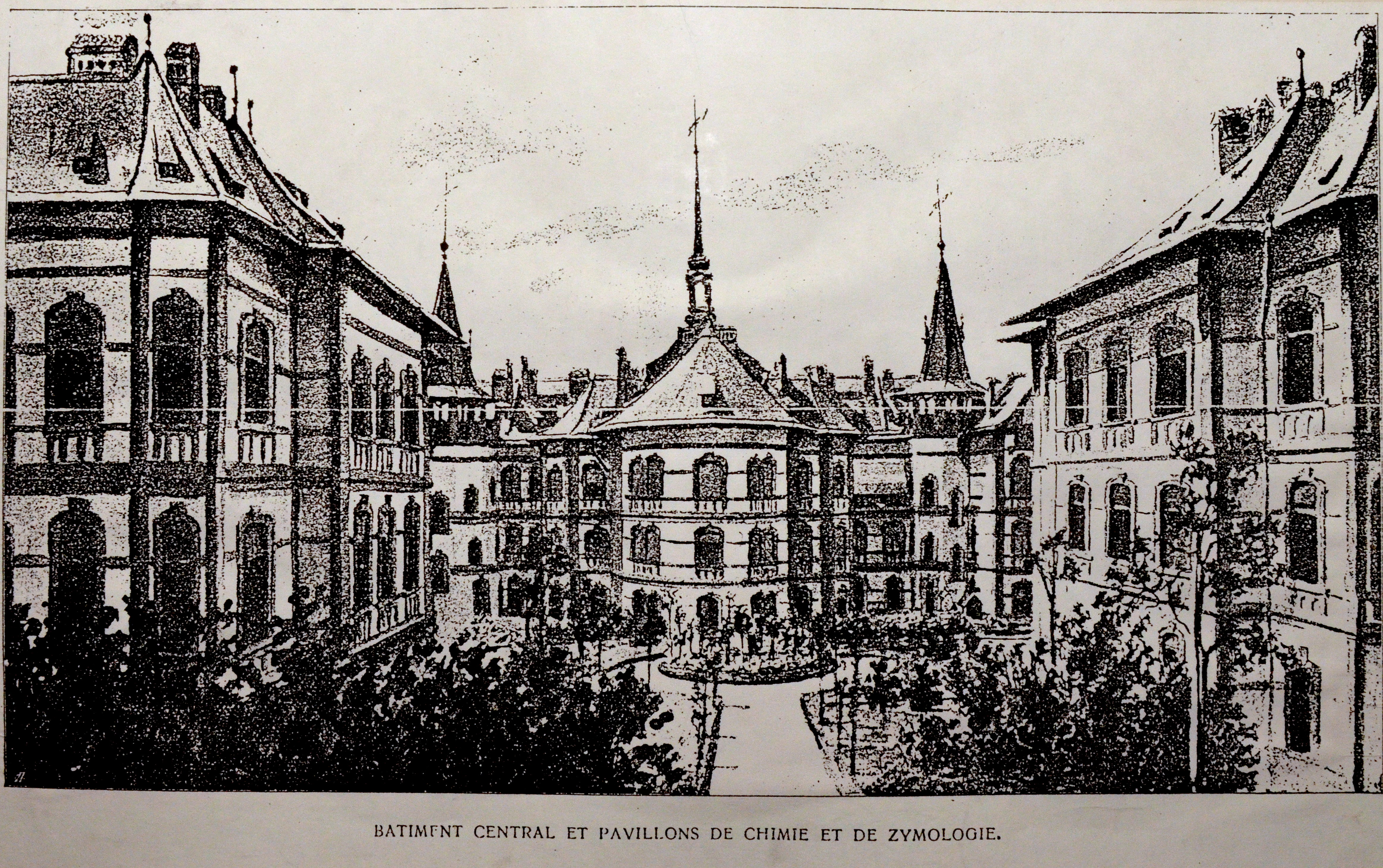
A Herman Ottó úti mezőgazdasági kutatótelep rajza (Istvánffi Gyula, 1907)

Az új kutatótelep terveit – az akkori gyümölcsöskertek közé illesztve – 1901–1903 között a kor egyik legrangosabb építésze, Czigler Győző készítette, akinek nevéhez – egyebek között – a Gozsdu-udvar, az Andrássy úti Saxlehner bérpalota és a Széchenyi Gyógyfürdő tervei fűződnek. Ennek megfelelően, a historizáló, eklektikus stílusú hét épülettömb kivitelezése is magas szintű: az igényességet a Loire-völgyi kastélyokat idéző tornyos tetők, klinkertégla burkolat, az épületek homlokzatain terrakotta díszítések, benn pedig vörös márvány lépcsők és kovácsoltvas korlátok jelzik. Az épületekben található kutató-laboratóriumok felszereltsége is megfelelt a kor legmagasabb igényeinek (például a kémiai vizsgálatok számára külön szellőzéssel ellátott vegyifülkéket építettek) – vagyis hét évvel a párizsi Institut Pasteur megalapítását megelőzően világszínvonalú tudományos kapacitást hoztak létre Magyarországon (amelyet a szőlő- és bortermelő világ számos díjjal jutalmazott).

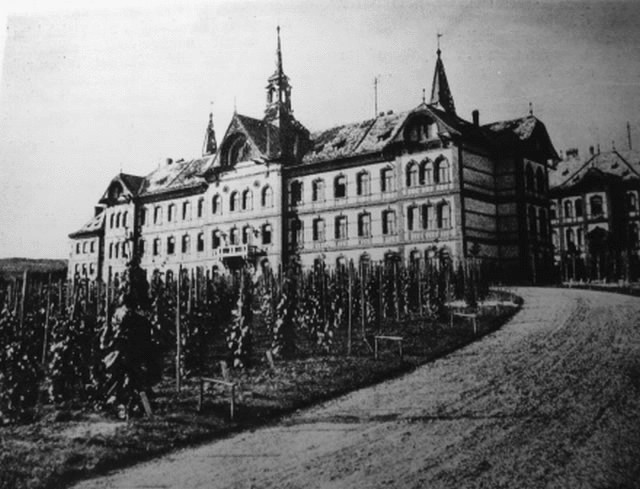
A Herman Ottó úti mezőgazdasági kutatótelep főépülete (1906)

A gyorsan nemzetközi ismertséget elért kutatóintézet a szőlészek és borászok továbbképzésében is közreműködött: főépületében kapott előadótermet és laboratóriumot a Magyar Királyi Felsőbb Szőlő- és Borgazdasági Tanfolyam, amelynek szabadföldi gyakorlatai az Intézet szőlőültetvényeiben és elegáns üvegházaiban folytak. Az Intézet 1924-ben részt vett Párizsban a Nemzetközi Szőlészeti és Borászati Hivatal (Office International de la Vigne et du Vin) megalapításában [3].
Az 1930-as években a következő intézetek is működtek a területén:
- Országos Magyar Királyi Gyapjúminősítő Intézet – gyapjúvizsgálatokat végzett termelők, kereskedők, textilipari vállalatok részére, megállapította a szennyes gyapjú rendement-ját, a gyapjú finomsági fokát, szilárdságát, nyújthatóságát, végezte a gyárilag mosott gyapjak kondicionálását és normális (kereskedelmi) súlyának megállapítását, foglalkozott tudományos kutatásokkal, évről évre szaporodó nyáj-osztályozásokkal, juhtörzskönyvezéssel az egyöntetű, jobb minőségű, több gyapjút szolgáltató nyájak kialakításának céljából
- Magyar Királyi Gyógynövénykísérleti Állomás – vizsgálta a hazai vadontermő és termesztett gyógynövényeket, tanulmányozta azok gyűjtési, szárítási és felhasználhatósági módjait, felvilágosítást nyújtott gyógynövényekkel kapcsolatos ügyekben
- Magyar Királyi Halélettani és Szennyvíztisztító Kísérleti Állomás – a halak életviszonyait és táplálkozását tanulmányozta, emellett vízvizsgálatokat végzett, megállapította, hogy emberi élvezetre / állatok itatására mely vizek használhatók, tanácsokat adott a szennyvizek tisztítására

A kutatótelep épületegyüttese az első világháború alatt katonakórházként szolgált. Ezt követően a telepen – a változó állami kutatási és fejlesztési igényeknek megfelelően – további szervezeti változásra került sor: létrejött a Magyar Királyi Növényvédelmi Kutató Intézet (1932). Sajnálatos módon, a telep épületei a második világháború idején – a budai Vár ostroma során – sok kárt szenvedtek, és több évbe telt, mire visszanyerték eredeti funkciójukat és külsejüket . A helyreállítási munkák befejezése után alakították ki az Agrokémiai Intézetet (1949), majd a Konzerv-, Hús- és Hűtőipari Kutató Intézet (1949).  A minisztériumi tárcától időközben – tudománypolitikai megfontolásokból – két intézet is a Magyar Tudományos Akadémiához került: először az Talajtani és Agrokémiai Intézet (1955), majd a Növényvédelmi Intézet (1981). Az MTA-hoz tartozó kutatóintézeteket 2013-ban a martonvásári székhelyű Agrártudományi Kutatóközpontban egyesítették, de a tagintézetek megőrizhették a telephelyüket. A Herman Ottó úti, a mezőgazdasági tárcánál maradó intézeteket 2014-ben vonták össze a gödöllői székhelyű Nemzeti Agrártudományi és Innovációs Központban. 
A kutatótelepen 2016 óta a következő két kutatóközpont négy kutatóintézete működik:
- MTA Agrártudományi Kutatóközpont (ATK)
  - Növényvédelmi Intézet (NÖVI Növénykórtani Osztály és Növényi Kórélettani Osztály)
  - Talajtani és Agrokémiai Intézet (TAKI)
- Nemzeti Agrártudományi és Innovációs Központ (NAIK)
  - Agrár-környezettudományi Kutatóintézet (AKK)
  - Élelmiszertudományi Kutatóintézet (EKI)

Továbbá itt működik az Agrárlapok.hu Archiválva 2021. november 25-i dátummal a Wayback Machine-ben kiadója (Agrárminisztérium, Herman Ottó Intézete égisze alatt). 
A kutatótelep négy intézete nemzetközileg elismert alapkutatásokat végez, de sohasem zárkóztak el a mezőgazdasági, élelmiszeripari és környezettudományi gyakorlati problémák vizsgálata elől.
Az építészetileg is nagy jelentőségű kutatótelep fennállásának 135 éve alatt elévülhetetlen érdemeket szerzett a magyar kultúrtörténetben: nemzetközi rangú kutatók és tudósok hosszú sorát (eddig 22 akadémikus dolgozott itt) adta a magyar tudománynak.
A Kutatótelep épületegyüttesét "korának jelentős, európai jelentőségű, mezőgazdasági kutató létesítményeként kiemelkedő tudományos és agrár-műszaki emlék"-ként a Forster Gyula Nemzeti Örökségvédelmi és Vagyongazdálkodási Központ 2016. augusztus 11-én műemléki értékként nyilvántartásba vette (Ikt. sz.: 600/2232-7/2016).
A Kutatótelepnek az ország (és a régió) kulturális örökségében betöltött szerepéről 2019-ben angol nyelvű tudományos közlemény jelent meg.
Az épületekben napjainkban a Központi Élelmiszer-Tudományi Kutatóintézet, a Nemzeti Agrárkutatási és Innovációs Központ (NAIK), Agrár-környezettudományi Kutatóintézete működik.